# Chlorid poloničitý
Chlorid poloničitý je anorganická sloučenina s chemickým vzorcem PoCl4.

## Příprava
Chlorid poloničitý lze připravit reakcí oxidu poloničitého s chloridem fosforečným, chloridem thionylu nebo chlorovodíkem. Lze jej také připravit rozpuštěním kovového polonia v kyselině chlorovodíkové. Vzniká také zahřátím oxidu poloničitého na teplotu 200 °C v parách tetrachlormethanu nebo reakcí kovového polonia se suchým plynným chlorem při teplotě 200 °C.

## Vlastnosti
Chlorid poloničitý je za pokojové teploty světle žlutá pevná látka, která mění barvu v závislosti na teplotě. Při teplotě tání (300 °C) je slámově žlutá a při teplotě varu (390 °C) je šarlatová. Páry chloridu poloničitého jsou fialovohnědé až do teploty 500 °C, kdy mění barvu na modrozelenou. Při teplotě nad 200 °C se chlorid poloničitý začíná rozkládat na chlorid polonatý a chlor. Stejně jako chlorid seleničitý tvoří chlorid poloničitý halogenidové komplexy PoCl -
5  a PoCl 2-
6 . Tvoří také adukt s dvěma molekulami tributylfosfátu.
Chlorid poloničitý se dobře rozpouští v chloridu thionylu a středně dobře v ethanolu a acetonu. Ve vodě pomalu hydrolyzuje. Je také rozpustný v kyselině chlorovodíkové.
Chlorid poloničitý krystalizuje v jednoklonné nebo trojklonné krystalové soustavě.